# 圣依纳爵罗耀拉堂 (丹佛)
圣依纳爵罗耀拉堂（英語：St. Ignatius Loyola Church）是一座教堂和历史建筑，位于美国丹佛的东23大道与约克街路口，建于1924年，哥特复兴风格。1994年12月23日列入国家史蹟名录。